# Posebno poročilo
Posebno poročilo (angleško Minority Report) je ameriški kiberpankovski kriminalni film iz leta 2002, ki ga je režiral Steven Spielberg po scenariju Scotta Franka in Jona Cohena ter ohlapno temelji na kratki zgodbi The Minority Report Philipa K. Dicka iz leta 1956. Dogajanje je postavljeno v Washington in severno Virginijo leta 2054, kjer specializirani policijski oddelek PreCrime aretira kriminalce glede na slutnje jasnovidcev. V glavni vlogi nastopajo Tom Cruise kot šef oddelka PreCrime John Anderton, Colin Farrell kot agent pravosodnega ministra Danny Witwer, Samantha Morton kot glavna jasnovidka Agatha in Max von Sydow kot Andertoov nadrejeni Lamar Burgess. 
Film združuje elemente žanrov tech noira, whodunita, trilerja in znanstvene fantastike, kot tudi pregona, ko je glavni junak obtožen za zločin, ki ga ni storil, in postane ubežnik. Spielberg je ocenil, da »polovično sloni na značaju likov in polovično na podajanju zelo komplicirane zgodbe s plastmi na plasti misterija o umoru in zaroti«. Osrednja tema filma je vprašanje svobodne volje proti determinizmu v luči vnaprej znane prihodnosti. Ukvarja se tudi z vlogo vlade pri preprečevanju zločinov in zaščiti državljanov, vlogo medijev v prihodnosti, kjer so zaradi tehnologije vseprisotni, potencialne legalnosti nezmotljivega tožilca in stalne Spielbergove teme razbite družine. Nekateri teoretiki film označujejo za antiutopični in ne neonoir.
Film je bil prvič omenjen leta 1992 kot nadaljevanje druge Dickove adaptacije Popolni spomin, delo na projektu pa se je pričelo leta 1997, ko sta scenarij Jona Cohena prejela Spielberg in Cruise. Produkcija filma je večkrat zamujala zaradi Cruisovega drugega filma Misija: nemogoče 2 in Spielbergovega A.I. - umetna inteligenca, začela se je marca 2001. Med pred-produkcijo se je Spielberg posvetoval s številnimi znanstveniki, da bi prikazal svet prihodnosti bolj prepričljivo kot v drugih znanstvenofantastičnih filmih, in nekatera prikazana tehnologija se je izkazala za preroško. Film je posnet v posebnem vizualnem slogu, z visokimi kontrasti prikazuje temne barve in sence, podobno kot v filmih noir. Presvetljeni prizori vsebujejo izkrivljene barve, kar so dosegli s tehniko beljenja negativa v post-produkciji.
Film je bil premierno prikazan 19. junija 2002 v kinematografu Ziegfeld in dva dni kasneje drugod po ZDA. Izkazal se je za uspešnico z več kot 358 milijoni USD prihodkov ob 102-milijonskem proračunu. Naletel je tudi na dobre ocene kritikov. Na 75. podelitvi je bil nominiran za oskarja za najboljšo montažo zvoka. Nominiran je bil tudi za enajst nagrad Saturn, od katerih je osvojil nagrade za najboljši znanstvenofantastični film, režijo, scenarij in stransko igralko (Morton). Leta 2008 ga je Ameriški filmski inštitut nominiral za uvrstitev na seznam desetih najboljši ameirških znanstvenofantastičnih filmov.

## Vloge
- Tom Cruise kot načelnik John Anderton
- Max von Sydow kot direktor Lamar Burgess
- Colin Farrell kot Danny Witwer
- Samantha Morton kot Agatha Lively
- Neal McDonough kot Gordon »Fletch« Fletcher
- Steve Harris kot Jad Watson
- Patrick Kilpatrick kot Geoffrey Knott
- Jessica Capshaw kot Evanna
- Michael in Matthew Dickman kot Arthur in Dashiell »Dash« Arkadin, jasnovidna dvojčka
- Lois Smith kot dr. Iris Hineman
- Kathryn Morris kot Lara Anderton
- Peter Stormare kot dr. Solomon P. Eddie
- Jason Antoon kot Rufus T. Riley
- Mike Binder kot Leo Crow
- Jessica Harper kot Anne Lively
- Tim Blake Nelson kot Gideon
- Daniel London kot Norbert »Wally« Wallace
- Anna Maria Horsford kot Casey
- Nancy Linehan Charles kot Celeste Burgess
- Joel Gretsch kot Donald Dubin
- Tom Choi kot Nick Paymen
- Tyler Patrick Jones kot Sean Anderton
- Victor Raider-Wexler kot tožilec Arthur Nash
- Caroline Lagerfelt kot Greta van Eyck
- Arye Gross kot Howard Marks
- Ashley Crow kot Sarah Marks
- David Stifel kot Lycon
- William Mapother kot Tattoo Head